# Гарсон, Маргарет
Ольга Маргарет Гарсон (англ. Olga Margaret Garson), более известная как Маргарет Гарсон, — австралийский врач и исследовательница в области цитогенетики.

## Академическая карьера
Ольга Маргарет Гарсон родилась 4 октября 1927 года в Беналле, штат Виктория.
Она окончила Мельбурнский университет в 1951 году и продолжила обучение в области гематологии и патологии. С 1954 по 1957 год она работала патологоанатомом в больнице Альфреда. В 1961 году она сопровождала мужа в США и работала научным сотрудником в Техасском университете. Вернувшись в Мельбурн в 1964 году, она работала научным сотрудником в медицинском отделении больницы Святого Винсента при Мельбурнском университете. Там она продолжила свою работу в области цитогенетики, и в 1982 году её повысили до директора Департамента цитогенетики, где она проработала до выхода на пенсию в 1992 году.
Гарсон была президентом Гематологического общества Австралии в 1988–1989 годах, а затем стала пожизненным членом Гематологического общества Австралии и Новой Зеландии. В 1981 году она стала первой женщиной, приглашённой произнести речь в честь Карла де Грюши. В 1991 году она была избрана президентом Общества генетики человека Австралазии (HGSA) и в том же году прочитала в HGSA лекцию под названием «Семь маленьких австралийцев».
В 1993 году в честь Дня рождения королевы Гарсон была удостоена звания офицера Ордена Австралии за «служение медицинским исследованиям и образованию, особенно в области цитогенетики». В 2015 году Мельбурнский университет присвоил ей звание доктора медицинских наук (honoris causa) за её вклад.

## Труды
- Garson, O. Margaret (1989), A chromosomal study of long term exposure to radio frequency radiation [report], Sydney Worksafe Australia

- Barnett, Margaret Garson (Октябрь 2015), Dr Margaret Garson Barnett AO : memoir, [Fitzroy, Victoria] Margaret Barnett (published 2015), ISBN 978-0-646-94504-0

## Личная жизнь
Муж Гарсон, доктор Джон Сэдлер Барнетт, умер раньше неё, в августе 2004 года. Маргарет Гарсон умерла 17 мая 2020 года.